# Chrysophyllum albidum
Espèce
Classification phylogénétique
Chrysophyllum albidum (en français la caïmite africaine) est une espèce de plantes à fleurs de la famille des Sapotaceae. C'est un arbre tropical à feuillage persistant.  Il est connu au Bénin sous les noms vernaculaires suivants :
- « Fon, Yorouba, Nago » : Azongogwe, Azonbobwe, Azonbébé, Vivignonmi.
- « Goun » : Azonvivo, Azonvovwe, Azonbebi.

Son fruit est généralement appelé « pomme étoile blanche » ou « African star apple » en Anglais.

## Description botanique
(février 2012).
Si vous disposez d'ouvrages ou d'articles de référence ou si vous connaissez des sites web de qualité traitant du thème abordé ici, merci de compléter l'article en donnant les références utiles à sa vérifiabilité et en les liant à la section « Notes et références ».
Chrysophyllum albidum est un arbre tropical à feuillage persistant. Il atteint des dimensions moyennes comprises entre 25 et 37 mètres de haut avec une circonférence de maturité variant en moyenne entre 1,5 et 8 mètres. Son bois est généralement cannelé, son écorce est mince, pâle au vert brunâtre, exsudant barre oblique blanche, latex gommeuse.
L’espèce dispose des feuilles simples, vert foncé dessus, fauve pâle en dessous quand il est jeune et blanc argenté dessous de maturité, de forme oblongue-elliptiques à obovales elliptiques allongées, 12-30 cm de long, 3,8 à 10 cm de large; sommet courtement acuminé, base cunéiforme ; latérales primaires nerfs largement espacés, 9-14 de chaque côté de la nervure médiane ; secondaire nervures latérales indistinctes ou invisible ; pétiole 1,7 à 4,2 cm de long.